# London After Midnight
I London After Midnight sono un gruppo musicale statunitense di Los Angeles, California.

## Storia del gruppo
Formati all'inizio degli anni novanta dal cantante Sean Brennan, hanno cominciato con degli spettacoli al club Helter Skelter di Los Angeles. La popolarità cresceva rapidamente, tanto che ad alcuni concerti in Messico (Città del Messico e Guadalajara nel 1994) hanno attirato una folla di 5000 fan, e grazie alla pubblicazione dell'album Selected Scenes from the End of the World da parte di una casa discografica tedesca, furono presto conosciuti anche in Europa.
Nel 1996 la band pubblicò Psycho Magnet e cominciò una serie di concerti negli Stati Uniti, in Europa e in America del Sud, dove ebbero un buon riscontro di pubblico, e ricevettero apprezzamenti da band come i Nine Inch Nails e i Metallica.
Nel 1998 continuarono gli con una serie di grandi spettacoli, come lo Zillo Summer Festival in Germania, pubblicarono l'album Oddities ed un video di 30 minuti intitolato Innocence Lost.
In uno speciale televisivo sulla vita notturna di Los Angeles, di E! Entertainment Television (autunno 2000), è stata inserita anche un'intervista con Sean Brennan e due minuti di musica dei LAM. Questo speciale fu trasmesso in 120 nazioni.
Nell'estate 2001 i London After Midnight parteciparono al Wave festival in Germania, dov'erano presenti, per loro, 10000 spettatori. Il loro tour li portò nuovamente nelle Americhe e l'anno successivo parteciparono al M'era Luna festival assieme agli HIM e agli Oomph!.
Dopo ben 9 anni di silenzio, nel settembre del 2007 esce Violent Acts of Beauty, album che riprende i canoni del sound dei Nine Inch Nails già citati in passato, ma che si avvicina di più al modello degli Orgy sia per il timbro armonico e vocale di Sean, sia per la produzione in generale di alcuni brani come The Beginning of the End e America's a Fucking Disease ad esempio, basati su quel concerne suono di chitarre.
L'album nel complesso è fortemente politico, con testi meno criptici e più diretti rispetto al passato, inoltre si nota la mancanza di quell'elemento (sovra)romantico che caratterizzava l'esordio Selected Scenes from the End of the World.

## Curiosità
I loro concerti sono sempre particolari, con finte ragnatele della grandezza di dieci metri sul palco, e performance teatrali, drammatiche, politiche, e piene d'energia.

## Formazione
- Sean Brennan - voce
- Tamlyn - tastiere
- Michael Areklett - bassi
- Edward Hawkins - chitarra
- Joe S - batteria

## Discografia

### Musica
- London After Midnight - 1991 cassetta
- Selected Scenes from the End of the World - 1992 cassetta
- Ruins - 1994 cassetta
- In Goth Daze - 1995 CD
- Gothic Rock 2 - 1995 CD
- What Sweet Music They Make - 1995 CD
- Selected Scenes from the End of the World - 1995 CD, re-release
- Psycho Magnet - 1995 demo
- Kiss - 1995 CD, singolo
- Psycho Magnet - 1996 CD
- Selected Scenes from the End of the World - 1996 CD, edizione speciale per l'America Latina
- 12" Picture disks - 1996 vinile
- Oddities - 1998 CD
- Oddities Picture disks - 1998 vinile
- Selected Scenes from the End of the World - 2003 CD, re-release con bonus tracks
- Psycho Magnet - 2003 CD, re-release con bonus tracks
- Violents Acts of Beauty - 2007 CD

### Video
- Ruins - 1994
- Innocence Lost limited pressing - 1997
- Innocence Lost - 1998